# Ctenus lacertus
Ctenus lacertus este o specie de păianjeni din genul Ctenus, familia Ctenidae, descrisă de Benoit, 1979.
Este endemică în Congo. Conform Catalogue of Life specia Ctenus lacertus nu are subspecii cunoscute.